# کارولین هریس
کارولین هریس (انگلیسی: Caroline Harris؛ ۱۱ نوامبر ۱۸۶۷ – ۲۳ آوریل ۱۹۳۷) یک هنرپیشه اهل ایالات متحده آمریکا بود. 